# Powiat Higashitsugaru
Powiat Higashitsugaru (jap. 東津軽郡 Higashitsugaru-gun) – powiat w Japonii, w prefekturze Aomori. W 2024 roku liczył 18 712 mieszkańców.

## Miejscowości
- Hiranai
- Imabetsu
- Sotogahama
- Yomogita